# Болотовське
Болото́вське (рос. Болотовское) — село у складі Махньовського міського округу Свердловської області.
Населення — 39 осіб (2010, 64 у 2002).
Національний склад населення станом на 2002 рік: росіяни — 95 %.